# 297
297 (CCXCVII) je bilo navadno leto, ki se je po julijanskem koledarju začelo na petek.

## Dogodki
- 1. januar

## Smrti
- Čen Šov, kitajski zgodovinar (* 233)